# Olympische Sommerspiele 1952/Leichtathletik – 50 km Gehen (Männer)

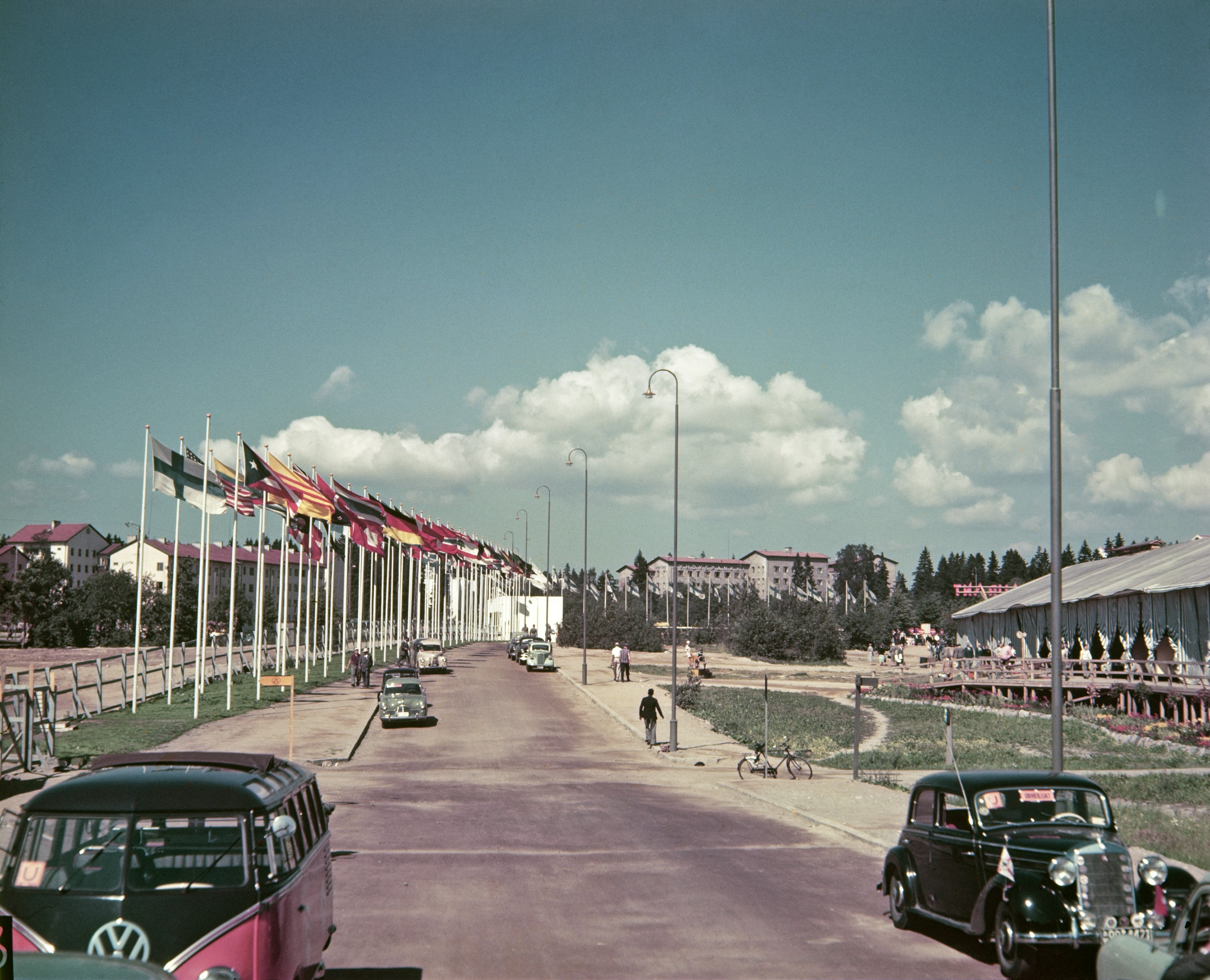
Fahnen vor dem olympischen Dorf Käpylä

Das 50-km-Gehen der Männer bei den Olympischen Spielen 1952 in Helsinki wurde am 21. Juli 1952 ausgetragen. 31 Athleten nahmen teil, von denen 28 den Wettbewerb beenden konnten. Start und Ziel war das Olympiastadion in Helsinki.
Olympiasieger wurde der Italiener Giuseppe Dordoni. Er gewann vor dem Tschechoslowaken Josef Doležal und dem Ungarn Antal Róka.

## Rekorde
Weltrekorde wurden damals im 50-km-Gehen außer bei Meisterschaften und Olympischen Spielen wegen der unterschiedlichen Streckenbeschaffenheiten noch nicht geführt.

### Bestehende Rekorde
| Weltbestleistung   | 4:23:40 h   | Josef Doležal ( Tschechoslowakei) | Poděbrady, Tschechoslowakei | 4. August 1946 |
| Olympischer Rekord | 4:30:41,4 h | Harold Whitlock ( Großbritannien) | OS Berlin, Deutsches Reich  | 5. August 1936 |

### Rekordverbesserung
Der italienische Olympiasieger Giuseppe Dordoni verbesserte den bestehenden olympischen Rekord im Wettbewerb am 21. Juli um 2:33,4 min auf 4:28:08 h. Die Weltbestleistung verfehlte Dordoni um 4:28 min.

## Streckenführung
Ausgangspunkt war das Olympiastadion. Nach Verlassen des Stadions führte die Route über die Hauptstraße 45 nach Norden. Dabei wurden das olympische Dorf in Käpylä sowie der Flughafen Helsinki-Vantaa passiert und die Stadt Vantaa mit ihrem Stadtteil Tikkurila durchquert. Bei der Ortschaft Tuusula gab es eine Wendemarke. Von dort ging es auf dem gleichen Weg zurück zum Olympiastadion. Der gesamte Streckenverlauf führte abgesehen von den kurzen Abschnitten auf der Aschenbahn im Stadion über Asphalt.

## Durchführung des Wettbewerbs
Es gab keine Vorkämpfe. Alle Starter traten am 21. Juli gemeinsam zum Wettbewerb an.

## Endergebnis

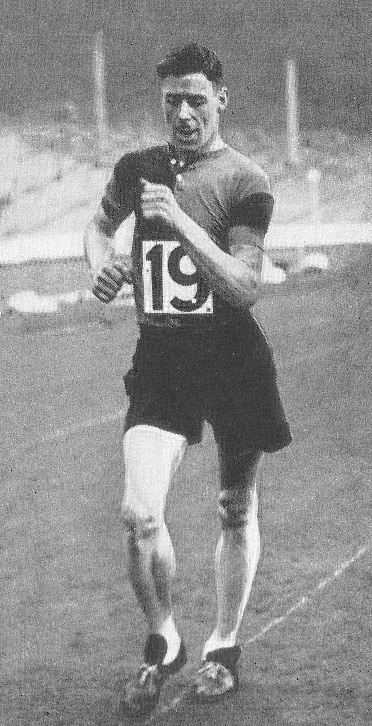
Harold Whitlock, Olympiasieger von 1936, kam hier auf den elften Platz

Datum: 11. Juli 1952, 14:00 Uhr
| Platz | Name                  | Nation           | Zeit        | Anmerkung |
| ----- | --------------------- | ---------------- | ----------- | --------- |
| 1     | Giuseppe Dordoni      | Italien          | 4:28:07,8 h | OR        |
| 2     | Josef Doležal         | Tschechoslowakei | 4:30:17,8 h |           |
| 3     | Antal Róka            | Ungarn           | 4:31:27,2 h |           |
| 4     | Rex Whitlock          | Großbritannien   | 4:32:21,0 h |           |
| 5     | Sergei Lobastow       | Sowjetunion      | 4:32:34,2 h |           |
| 6     | Wladimir Uchow        | Sowjetunion      | 4:32:51,6 h |           |
| 7     | Dumitru Paraschivescu | Rumänien         | 4:41:05,2 h |           |
| 8     | Ion Baboie            | Rumänien         | 4:41:52,8 h |           |
| 9     | John Ljunggren        | Schweden         | 4:43:45,2 h |           |
| 10    | Giuseppe Kressevich   | Italien          | 4:44:30,2 h |           |
| 11    | Harold Whitlock       | Großbritannien   | 4:45:12,6 h |           |
| 12    | Sándor László         | Ungarn           | 4:45:55,8 h |           |
| 13    | Rudi Lüttge           | BR Deutschland   | 4:47:28,6 h |           |
| 14    | Pekka Viljanen        | Finnland         | 4:49:16,4 h |           |
| 15    | Donald Tunbridge      | Großbritannien   | 4:50:40,4 h |           |
| 16    | Raymond Lesage        | Frankreich       | 4:52:37,8 h |           |
| 17    | Edgar Bruun           | Norwegen         | 4:52:48,4 h |           |
| 18    | Claude Hubert         | Frankreich       | 4:55:28,2 h |           |
| 19    | Salvatore Cascino     | Italien          | 4:55:28,2 h |           |
| 20    | Harry Kristensen      | Dänemark         | 4:57:35,8 h |           |
| 21    | Jean Strunc           | Frankreich       | 4:59:08,2 h |           |
| 22    | Adolf Weinacker       | USA              | 5:01:00,4 h |           |
| 23    | Pawel Kasankow        | Sowjetunion      | 5:02:37,8 h |           |
| 24    | Gilbert Marquis       | Schweiz          | 5:02:56,2 h |           |
| 25    | Ferd Hayward          | Kanada           | 5:04:40,4 h |           |
| 26    | René Charrière        | Schweiz          | 5:08:59,0 h |           |
| 27    | Gerhard Winther       | Norwegen         | 5:11:40,2 h |           |
| 28    | Åke Söderlund         | Schweden         | 5:30:56,6 h |           |
| DSQ   | John Deni             | USA              |             |           |
| DSQ   | Leo Sjogren           | USA              |             |           |
| DSQ   | Guillermo Weller      | Argentinien      |             |           |
| DNS   | Baruch Elias          | Rumänien         |             |           |
| DNS   | Werner Ljunggren      | Schweden         |             |           |

Der Olympiasieger von 1948 John Ljunggren führte das Starterfeld bis Kilometer dreißig an. Ljunggren musste jedoch der Kälte und dem hohen Tempo Tribut zollen und wurde von Giuseppe Dordoni abgelöst, der sich anfangs sehr zurückgehalten hatte und dann immer stärker aufkam.
Dordoni, Europameister von 1950, baute seinen Vorsprung anschließend bis zum Ziel hin auf mehr als drei Minuten aus. Er gewann unangefochten die Goldmedaille vor dem Inhaber der Weltbestleistung Josef Doležal – zwei Jahre später in Bern Europameister im 10.000-Meter-Gehen – und dem Ungarn Antal Róka.
Ljunggren wurde schließlich Neunter, Harold Whitlock, der Sieger von 1936, kam auf Platz elf. Harold Whitlocks Bruder Rex Whitlock war fast sieben Minuten schneller und erreichte das Ziel als Vierter. Giuseppe Dordoni verbesserte Harold Whitlocks olympischen Rekord um mehr als zweieinhalb Minuten. Die Weltbestleistung war allerdings noch einmal um ca. viereinhalb Minuten besser.

## Video
- La XV olimpiade: la prima medaglia d'oro per l'Italia conquistata da Giuseppe Dordoni, auf youtube.com, abgerufen am 27. September 2017